# أي.اس-201

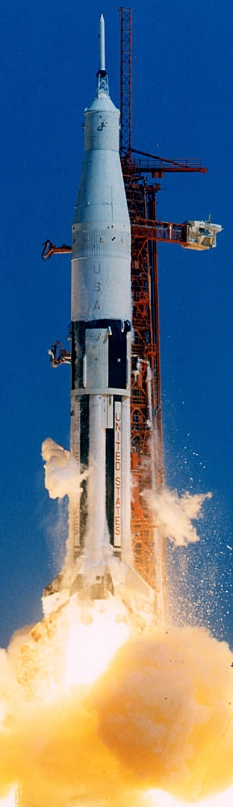
إقلاع AS-201

أي.اس-201 بالإنجليزية AS-201 (أو SA-201) هو أول اختبار لطيران الصاروخ ساتورن 1ب وهو يحمل مركبة الفضاء التي ستذهب برواد الفضاء إلى القمر.اجريت هذه التجربة في 26 فبراير 1966.

## الغرض
كان ذلك هو أول إقلاع للصاروخ ساتورن 1ب وفي نفس الوقت أول طيران لمركبة القيادة ووحدة الخدمة Command and Service Module (CSM-009)، وهما تشكلان سويا مركبة الفضاء التي تذهب فيما بعد برواد الفضاء إلى القمر طبقا لبرنامج أبولو.

## الاستعداد للإقلاع
جهز للإقلاع صاروخ من نوع ساتورن 1ب وهو أكبر من الصاروخ السابق ساتورن 1 حيث يتميز ساتورن 1ب بدفع أكبر كما يحتوي على مرحلة ثانية.
وكانت حمولته مركبة فضائية مكونة من مركبة قيادة ووحدة خدمة أطلق عليهما اسم CSM-009. ولم تتضمن التجربة دوران مركبة الفضاء في مدار حول الأرض (مركبة غير مأهولة) وإنما بعد نهاية اشتعال الصاروخ الحامل يبدأ محرك وحدة الخدمة بحيث يعمل على زيادة سرعة المركبة الفضائية لتمكينها من اتخاذ مسارا سريعا للعودة، يسمح بتجريب العازل الحراري الذي يغطي قاعدة مركبة القيادة من الخارج.
نصب الصاروخ على منصة الإطلاق رقم 34 بكاب كانافيرال حيث وصلت الأجزاء عن طريق البحر: وصلت المرحلة الأولى للصاروخ يوم 14 أغسطس 1966، والمرحلة الثانية يوم 19 سبتمبر وكبسولة القياد ووحدة الخدمة يومي 14 و 22 أكتوبر 1965.
كان الصاروخ في 26 ديسمبر 1966 جاهزا للإقلاع. وكان في ذلك الوقت نصف برنامج جيميني قد انتهي حيث أجريت الخمس تجارب الأولى بكبسولة القيادة المأهولة من ضمن 10 تجارب تؤدى لرواد الفضاء في مدارات حول الأرض.

## الإقلاع
بعد عدة صعوبات تقنية خلال الأيام القليلة السابقة أقلع الصاروخ في 26 فبراير 1966 في تمام الساعة 16:12 حسب التوقيت العالمي المنسق، وبعد 147 ثوان انفصلت المرحلة الأولى للصاروخ على ارتفاع 57 كيلومتر وبعد 602 ثانية وعلى ارتفاع 425 كيلومتر انفصلت أيضا المرحلة الثانية. ثم على ارتفاع 488 بدأ محرك مركبة الفضاء العمل (وحدة الخدمة) لكي يسرع عملية العودة إلى الأرض خلال الغلاف الجوي، وعمل المحرك الصاروخي لمدة 184 ثانية ثم واصل الاشتعال مرة ثانية لمدة 10 ثوان. فوصلت السرعة بذلك إلى نحو 29.880 كيلومتر/ثانية، وهي تعادل بالتقريب سرعة العودة في حالة الطيران في مدار حول الأرض.
وكما هو متوقع فقد انقطع الاتصال اللاسلكي لمدة 82 ثانية. وبعد مرور 36 دقائق و 59 ثانية من الإطلاق في تمام الساعة 16:49 بالتوقيت العالمي المنسق نزلت كبسولة القيادة في المحيط على بعد 8470 كيلومتر من مكان الإقلاع وعلى بعد 72 كيلومتر من السفينة الحربية الأمريكية USS Boxer، وانتشلتها السفينة من المحيط بعد ساعتين من ملامستها الماء. وفي يوم 6 مارس وصلت كبسولة الهبوط إلى فيرجينيا وفي 10 مارس حملتها طائرة إلى المصنع في دوني  للفحص.

## نتائج التجربة
كان عمل الصاروخ وكذلك مركبة الفضاء على ما يرام.
وظهرت في نفس الوقت 3 مشكلات:
- عمل محرك وحدة الخدمة لمدة 80 ثانية فقط بدون انقطاع، وتبين أن تسريبا حدث في أحد توصيلات الهيليوم وتسرب إلى غرفة الاحتراق مما أدى إلى تقطع في اشتعال المحرك.
- أدت إحدى التوصيلات الخاطئة إلى ضياع التحكم في كبسولة الفضاء عند مناورة العودة،
- حدث تماس كهربائي خلال الرحلة أدى إلى عدم إمكانية إجراء بعض القياسات.

كان من المخطط أن يكون الإقلاع التالي أي.اس-202 أيضا طيرانا تحت مداري. وكانت الخطة تتضمن طيرانا لمدة أطول وعدد أكبر لتجريب محرك المركبة الفضائية بالفتح والقفل. إلا أن تجربة أي.اس-203 قد اجريت قبل أي.اس-202 بسبب عدم 
توفر مركبة الفضائية.
وقد استخدمت كبسولة القيادة CSM-009 بعد ذلك في تجارب للسقوط الحر. وهي معروضة الآن في متحف الطيران الاستراتيجي Strategic Air and Space Museum في أشلاند (نبراسكا).

## اقرأ أيضا
- أبولو 8
- أبولو 10
- أبولو 11
- نيل أرمسترونج
- قائمة بعثات أبولو

## وصلات خارجية
- Postlaunch report for mission AS-201 (Apollo spacecraft 009) - May 1966 NASA (PDF format)
- http://nssdc.gsfc.nasa.gov/database/MasterCatalog?sc=APST201
- Moonport: A History of Apollo Launch Facilities and Operations http://www.hq.nasa.gov/office/pao/History/SP-4204/cover.html
- Chariots for Apollo: A History of Manned Lunar Spacecraft http://www.hq.nasa.gov/office/pao/History/SP-4205/cover.html
- Strategic Air & Space Museum: https://web.archive.org/web/20040611090152/http://www.strategicairandspace.com/home.html

1. 1 2  Jonathan McDowell, Jonathan's Space Report (بالإنجليزية), QID:Q6272367